# 500 ق.م
قالب:ق.م year in topic

500 ق.م كان عاماً للتقويم الروماني ما قبل الجولياني. في الإمبراطورية الرومانية كان يعرف باسم العام القنصلي لCamerinus وLongus  . وقد استخدم اسم هذا العام منذ فترة العصور الوسطى المبكرة، عندما أصبح عصر التقويم الأنو دوميني طريقة سائدة في أوروبا لتسمية السنوات.

## أحداث

### حسب الموضوع

#### تركيبة سكانية
- وصل تعداد السكان في العالم إلى 100,000,000 نسمة [1]—

وصل عدد السكان في نصف الكرة الأرضية الشرقي إلى 85.000.000 نسمة، وفي النصف الغربي إلى 15.000.000.
في المقام الأول وسط أمريكا (المكسيك، وسط أمريكا، كولومبيا، بيرو، فنزويلا).

#### الفنون والثقافة
- She-Wolf، مع عمل إضافات (توأمية) أواخر القرن 15 أو أوائل القرن 16. وهي الآن محفوظة في متاحف كابيتولين روما (تاريخ تقريبي).

## مواليد
- أناكساغوراس، فيلسوف يوناني جاء قبل سقراط (تاريخ تقريبي) (توفى 428 ق.م)

## كيف بدا العالم

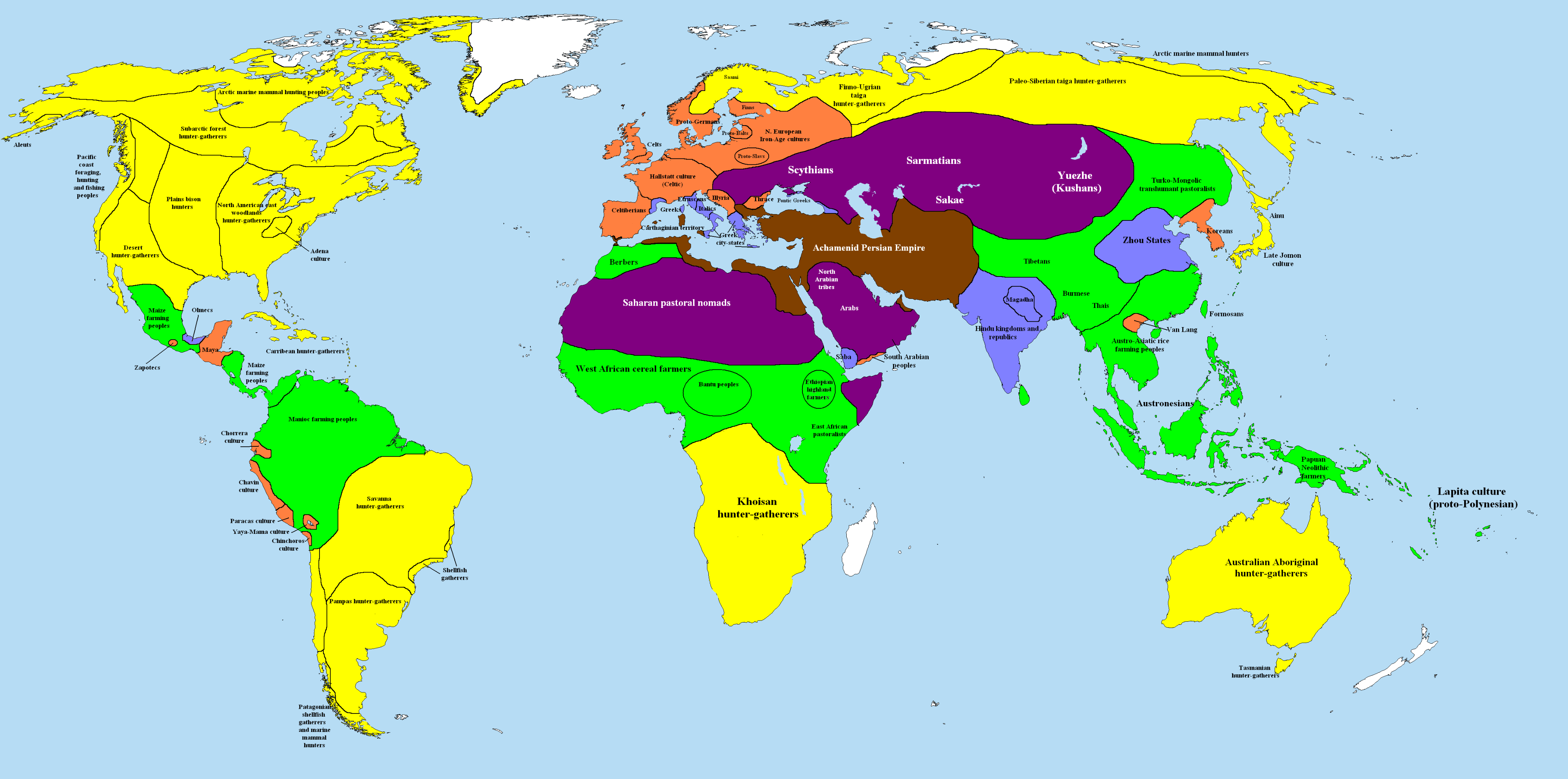
التوزيع الثقافي للعالم عام 500 ق.م